# Відносини Фарерські острови — Європейський Союз
Фарерські острови, самоврядна держава в складі Королівства Данії, не є частиною ЄС, як прямо стверджується обома Римськими договорами.
Відносини Фарерських островів з ЄС регулюються Угодою про рибальство (1977 р.) та Угодою про вільну торгівлю (1991 р., переглянута в 1998 р.). Основною причиною залишитися поза межами ЄС є розбіжності щодо Спільної політики рибальства.

## Відносини з ЄС
Як прямо стверджується в обох Римських договорах, Фарерські острови не є частиною Європейського Союзу. Це означає, що вільне переміщення товарів, людей, капіталу та послуг в межах ЄС та інші директиви не поширюються на Фарерські острови.
Протокол до договору про приєднання Данії до Європейських Співтовариств передбачає, що громадяни Данії, які проживають на Фарерських островах, не вважаються громадянами Данії в розумінні договорів. Отже, датчани, які проживають на Фарерських островах, не є громадянами Європейського Союзу (інші громадяни ЄС, які живуть там, залишаються громадянами ЄС). 
Фарерські острови не входять до Шенгенської зони. Проте особи, які подорожують між Фарерськими островами та Шенгенською зоною, не підлягають прикордонному контролю, хоча при реєстрації на рейси можуть проводитися перевірки особи. 
Плата за міжнародні послуги, такі як телефонний роумінг та банківські перекази, набагато вищі, ніж у межах ЄС.
Відносини між ЄС та Фарерськими островами напружені через ембарго 2013 року.

## Бойкот ЄС Фарерських островів
У липні 2013 року ЄС ввів санкції проти Фарерських островів через суперечку щодо квоти на вилов оселедця та скумбрії. Бойкот, який розпочався 28 серпня 2013 року, заборонив судам Фарерських островів, які перевозять оселедець або скумбрію, з усіх портів ЄС, включаючи Данію, Швецію та Фінляндію. Фарерські острови більше не могли експортувати оселедець або скумбрію до країн ЄС. Бойкот було знято 20 серпня 2014 року після прориву в переговорах, у результаті якого частка Фарерських островів у загальній квоті скумбрії зросла з 4,62% до 12,6%.

## Прийняття євро
На Фарерських островах використовується спеціальна версія банкнот данської крони, які були надруковані з текстом фарерською мовою. Це не окрема валюта, і її можна обміняти 1:1 на данську версію. Грошово-кредитну політику контролює Центральний банк Данії. Якщо Данія все ж прийме євро, на Фарерських островах і в Гренландії знадобляться окремі референдуми, щоб вирішити, чи слід їм наслідувати цей приклад. Обидві території в минулому голосували за те, щоб не бути частиною ЄС, і їх населення не братиме участі в данському референдумі щодо євро.  5 листопада 2009 року парламент Фарерських островів схвалив пропозицію дослідити можливість прийняття євро, включаючи оцінку правових та економічних наслідків введення євро перед Данією. Прикладами власних валют територій країн єврозони є франк КФП та Нідерландський Антильський гульден.

## Членство в ЄС
Є політики, переважно в правій партії Союзу (Sambandsflokkurin) на чолі з їхнім головою Каєм Лео Йоханнесеном, які хотіли б бачити Фарерські острови членом ЄС. Однак голова лівої республіки (Тьодвелді) Хогні Хойдал висловив занепокоєння, що якщо Фарерські острови приєднаються до ЄС, як є, вони можуть зникнути всередині ЄС, поділяючи це з ситуацією на Шетландських островах та Аландських островах . сьогодні, і хоче, щоб місцева влада спочатку вирішила політичну ситуацію між Фарерськими островами та Данією.
Головною проблемою є також рибальство, на яке припадає 90 відсотків експорту Фарерських островів. Будучи такою великою частиною їхньої економіки, острови не хочуть, щоб рішення щодо цього приймалися так далеко, оскільки вони мали б так мало права голосу в ЄС через невелике населення. Як член ЄС, відповідно до Спільної політики рибальства, вони повинні були б віддати великі квоти на рибу у власних водах іншим країнам ЄС.